# Olivier Bétourné
 (juillet 2011).
Si vous disposez d'ouvrages ou d'articles de référence ou si vous connaissez des sites web de qualité traitant du thème abordé ici, merci de compléter l'article en donnant les références utiles à sa vérifiabilité et en les liant à la section « Notes et références ».
Olivier Bétourné, né le 24 avril 1951 dans le 13e arrondissement de Paris, est éditeur et historien. Il a été président-directeur général des éditions du Seuil et  président de Points du 4 janvier 2010 au 3 avril 2018. Il est aujourd'hui administrateur de cette maison et président de l'Institut "Histoire et Lumières de la pensée". 

## Biographie

### Jeunesse et études
Fils de Jacques Bétourné (1922-1984), peintre et graveur, publicitaire, et de Marise née Larvor (1925-2010), directrice administrative, Olivier Bétourné est né le 24 avril 1951 à Paris XIII.̈ 
Il est titulaire du diplôme de l'Institut d'études politiques de Paris (1972, section Politique et sociale), et d'un diplôme d'études approfondies en histoire moderne (1977). Sympathisant maoïste dans sa jeunesse, il milite au sein de Front rouge entre 1973 et 1975.
Il a une fille, administratrice de théâtre. Il est l'époux d'Élisabeth Roudinesco, historienne de la psychanalyse.

### Parcours professionnel
Entré aux Éditions du Seuil en 1977 comme lecteur, il y devient directeur de collection (1978-84), secrétaire général (1984-1989), puis conseiller éditorial du président-directeur général (1989-1993). Il rejoint ensuite la Librairie Arthème Fayard comme directeur général (1993-1999), puis vice-président directeur général (1999-2006). Membre du directoire d'Albin Michel à partir de 2006, il y exerce les fonctions de directeur général (2006-2009). Le 8 décembre 2009, il est nommé président-directeur général des Éditions du Seuil et président de Points, puis administrateur le 22 mars 2018. En 2018, il crée une société de conseil en édition, O. B. Conseil.
Directeur de la collection « Points-Politique » (Seuil, 1979-1984), de « Points-essais » (Seuil, 1984-1992), codirecteur (avec Pierre Nora et Jacques Revel) de la collection « Hautes études »  (Seuil/Gallimard, 1984-1992), il a créé deux collections : « Libre Examen » (Seuil, 1991) et « Histoire de la pensée » (Fayard, 1993).
En 2020-21, il assure la direction du programme de l'Université populaire du Musée Branly-Jacques Chirac.
En 2021, il crée  (avec Elisabeth Roudinesco) l'Institut "Histoire et Lumières de la pensée", dont il assure la présidence.
Dans le cadre de l’ihldp, Olivier rédige un blog sur des questions d’histoire et de politique. Il a organisé et animé plusieurs rencontres : la première à l’ENS en partenariat avec la revue  Le grand continent, sur le thème de la différence des sexes, avec Maurice Godelier et Georges Vigarello (28 octobre 2022), la deuxième sur la France et ses étrangers à la Maison de l’Amérique latine (MAL)  avec Catherine Withol de Wenden,  Hervé Le Bras,  et Patrick Weil (5 mai 2023), la troisième autour de l’œuvre de Philippe Descola (29 mai 2024).
Les rencontres de l’ihldp se tiennent à la Maison de l'Amérique latine.
Membre de la Ligue des droits de l'homme, de la Société des amis de Victor Hugo, de la Société des études robespierristes, de l'Association pour la diffusion de l’Art en action, Olivier Bétourné est également l'auteur de Penser l'histoire de la Révolution : Deux siècles de passion française (avec Aglaia I. Hartig), Paris, La Découverte, 1989,  de La Vie comme un livre. Mémoires d'un éditeur engagé, Paris, Philippe Rey, 2020,  de L'Esprit de la Révolution française, Paris, Editions du Seuil, 2022, et de La Mort du Roi, Paris, Editions du Seuil, 2024.
Olivier Bétourné est officier des arts et lettres, chevalier de l'ordre national du Mérite

### Corporation de l'édition
[réf. nécessaire] Président (de 2013 à 2017) de la Société civile des éditeurs de langue française (SCELF), administrateur (de 2003 à 2018) du Bureau international de l'édition française (BIEF), administrateur (de 2010 à 2018) de l'Association pour le développement de la librairie de création (ADELC), administrateur (depuis 2010) de l'Institut Mémoires de l'édition contemporaine (IMEC), membre (de 2006 à 2010) du Comité exécutif de l'Union internationale de l'édition (UIE), membre permanent (de 2017 à 2018) du Comité pour la liberté de publier de l'Union internationale de l'édition (UIE), administrateur (de 2008 à 2018) de la Société française des intérêts des auteurs de l’écrit (SOFIA), Olivier Bétourné aura  activement participé aux instances professionnelles et interprofessionnelles de l'édition, au nom d'une certaine idée de la diversité culturelle dans le contexte de l'intégration économique mondiale.